# Eidgenössisches Institut für Metrologie

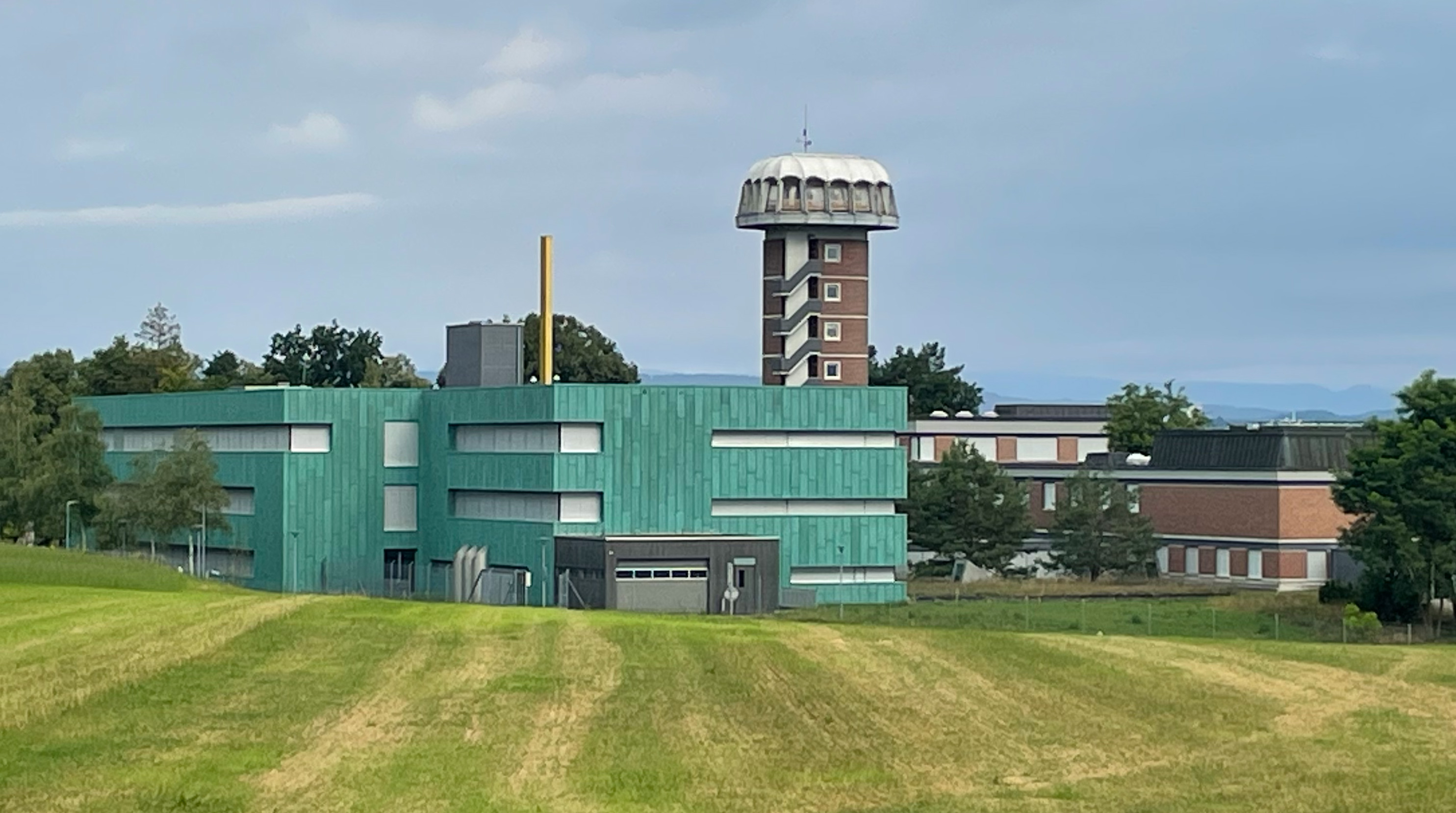
Das Eidgenössische Institut für Metrologie METAS in Wabern

Das Eidgenössische Institut für Metrologie METAS (französisch Institut fédéral de métrologie METAS, italienisch Istituto federale di metrologia METAS, rätoromanisch Institut federal da metrologia METAS) ist eine öffentlich-rechtliche Anstalt der Schweizerischen Eidgenossenschaft. Es ist das Schweizer Pendant zur Physikalisch-Technischen Bundesanstalt in der Bundesrepublik Deutschland und zum Bundesamt für Eich- und Vermessungswesen in der Republik Österreich. Das Institut verfügt über eine eigene Rechtspersönlichkeit und ist im Handelsregister eingetragen. In seiner Organisation und Betriebsführung ist es selbständig und hat eine eigene Rechnungslegung. Sitz des METAS ist Wabern. Das METAS ist organisatorisch dem Eidgenössischen Justiz- und Polizeidepartement (EJPD) zugeordnet und besteht aus den drei Organen
Institutsrat, Geschäftsleitung und Revisionsstelle. Das METAS kann Teile seiner Aufgaben an designierte Institute übertragen.
Direktor des METAS ist seit Juni 2016 Philippe Richard.

## Geschichte

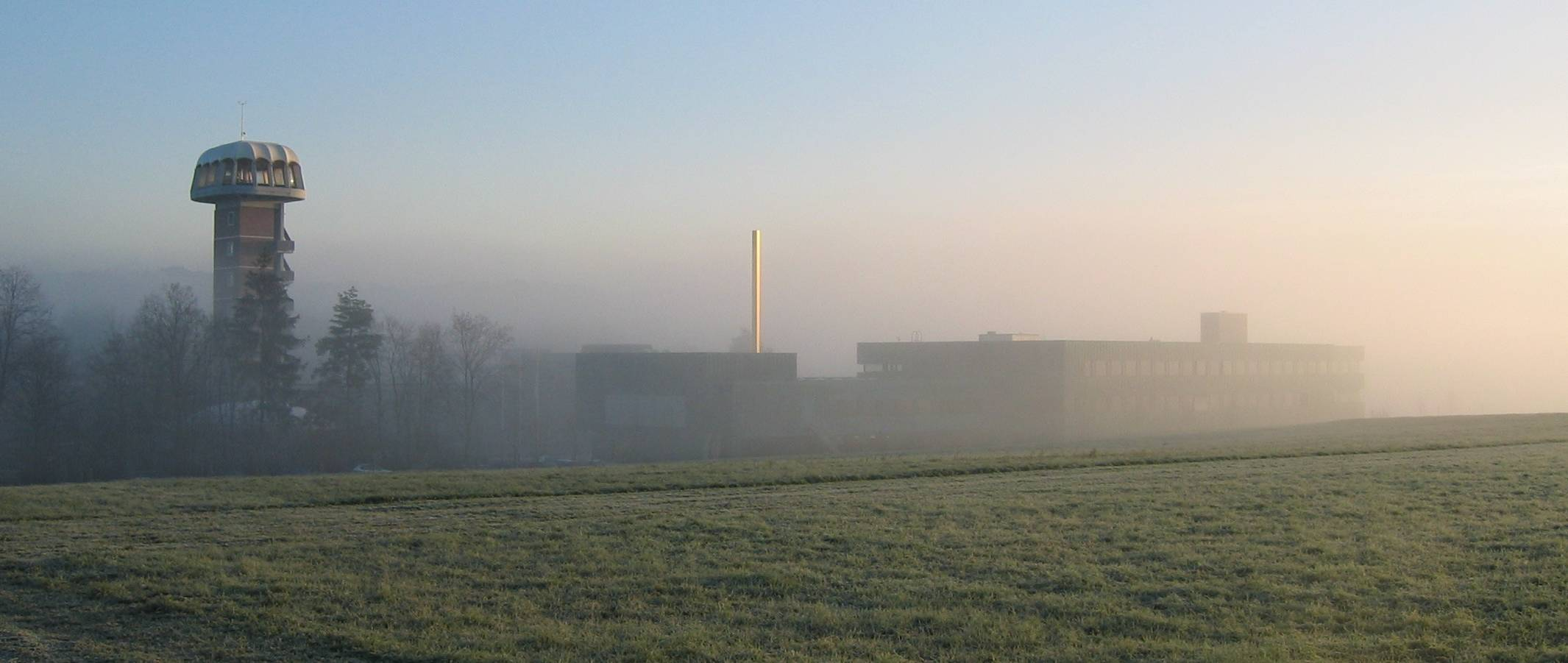
Hauptsitz in Wabern im Spätherbst

Der Bundesrat hat auf Anraten des Physikers und Astronomen Heinrich Wild beschlossen, eine Referenzeinrichtung für das Messen auf Bundesebene zu schaffen: Im Jahr 1862 wurde in Bern die Eidgenössische Eichstätte gegründet. Im Jahr 1909 wurde sie zum Eidgenössisches Amt für Mass und Gewicht und zog 1914 vom Berner Stadtzentrum in einen Neubau im Kirchenfeldquartier, bevor es 1965 seinen Sitz an den heutigen Standort verlegte. 1977 wurde das Aufgabengebiet massiv erweitert und die Organisation zum Eidgenössisches Amt für Messwesen (EAM). 
Am 1. Januar 2001 wurde das Amt zum Bundesamt für Metrologie und Akkreditierung und führt seitdem, auch nach der rechtlichen Verselbstständigung 2013, in allen Sprachen das Kürzel METAS. 2005 wurde der Name des Bundesamtes zu Bundesamt für Metrologie METAS verkürzt, weil die Schweizerische Akkreditierungsstelle in das Staatssekretariat für Wirtschaft transferiert wurde. Auch nach diesem Transfer blieb die Bezeichnung METAS (Metrologie und Akkreditierung Schweiz), die auch eine im schweizerischen Markenregister eingetragene Marke ist, erhalten. Auf Anfang 2013 wurde die nächste umfassende Reform umgesetzt. Das Bundesamt wurde in eine selbstständige öffentlich-rechtliche Anstalt umgewandelt und firmiert seither als Eidgenössisches Institut für Metrologie.

## Rechtliche Grundlagen
Die Vereinheitlichung von Massen gehört zu den ältesten Aufgaben des modernen schweizerischen Bundesstaates und war in Ansätzen schon in der ersten Bundesverfassung von 1848 verankert. Heute bildet Artikel 125 der geltenden Bundesverfassung die Grundlage für die entsprechenden Kompetenzen des Bundes. Der Artikel lautet schlicht: Die Gesetzgebung über das Messwesen ist Sache des Bundes. Auf dieser Grundlage haben die Eidgenössischen Räte 2011 das geltende Bundesgesetz über das Messwesen (kurz Messgesetz) erlassen. Dieses Gesetz ist eine Totalrevision eines Gesetzes mit demselben Titel aus dem Jahre 1977. Zudem werden im neuen Messgesetz auch die Belange rund um die Festlegung der amtlichen Zeit geregelt; vorher gab es dazu ein eigenes Gesetz (Zeitgesetz) aus dem Jahre 1980, das mit der Totalrevision des Messgesetzes 2011 aufgehoben wurde. Das Eidgenössische Institut für Metrologie wird in den Artikeln 17 – 19 und 24 dieses Gesetzes ausdrücklich genannt. Ebenfalls 2011 wurde im Zusammenhang mit der rechtlichen Verselbstständigung des früheren Bundesamtes ein eigenes Bundesgesetz über das Eidgenössische Institut für Metrologie geschaffen, das die organisatorische Rechtsgrundlage des Instituts bildet. Zum Messwesen gibt es ferner, unterhalb der Gesetzesstufe, eine grössere Zahl von Verordnungen, die der Bundesrat oder das EJPD erlassen haben.
Das Messgesetz klärt auch die Abgrenzung von Kompetenzen zwischen dem Bund und den Kantonen. Die kantonalen Eichämter sind zuständig für die Prüfung der Mengenangaben und die Prüfung der Messbeständigkeit sowie die nachträgliche Kontrolle von Längenmessmitteln, Raummassen, Gewichtstücken, Waagen, Messanlagen für Flüssigkeiten ausser Wasser und Abgasmessmitteln für Verbrennungsmotoren. Alle übrigen Kompetenzen liegen beim METAS, das seinerseits Eichstellen beiziehen kann.

## Aufgaben

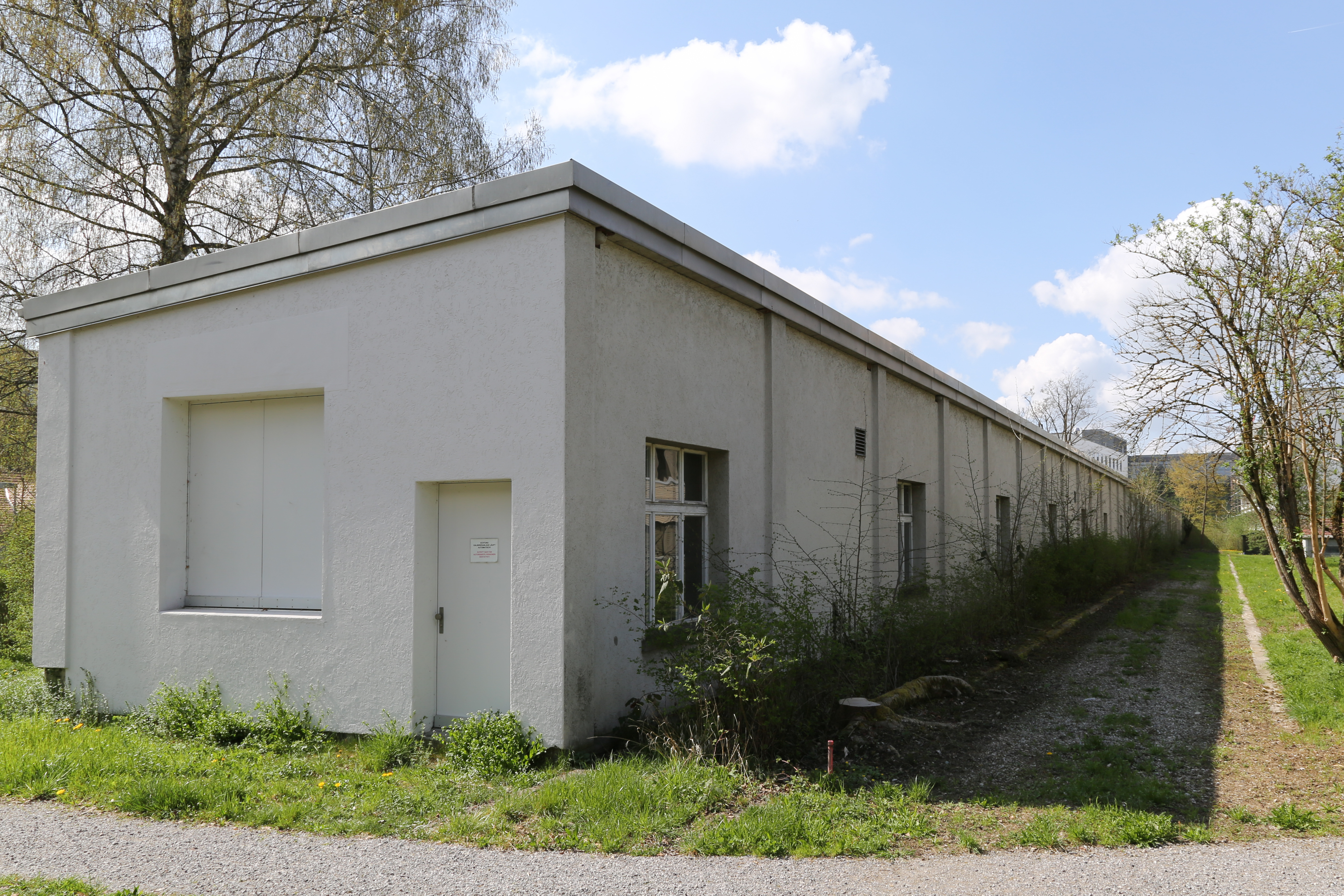
Kalibrierstelle für hydrometrische Messgeräte des METAS in Ittigen

Das METAS ist das nationale Metrologieinstitut der Schweiz. Es nimmt für die Schweiz die im Zusammenhang mit dem Messwesen und benachbarten Gebieten stehenden Aufgaben wahr, wie sie ihm im entsprechenden Bundesgesetz übertragen sind. So stellt es international anerkannte Masseinheiten mit der erforderlichen Genauigkeit zur Verfügung und vergleicht die Normale in bestimmten zeitlichen Abständen mit denjenigen anderer nationaler Metrologieinstitute oder vergleichbarer Institutionen. Das Institut stellt auch die Rückführbarkeit der Normale der kantonalen Vollzugsorgane sicher. Schliesslich gibt es Masseinheiten durch Kalibrierungen und Referenzmaterialien weiter.
Zudem führt das Institut wissenschaftlich-technische Untersuchungen und Entwicklungsarbeiten im Messwesen durch und erforscht insbesondere die Auswirkungen neuer Techniken und entwickelt anwendbare Messmethoden, die dem Stand der wissenschaftlichen Erkenntnisse entsprechen.
Das METAS berät schliesslich die Bundesbehörden in allen Fragen des Messwesens und wirkt bei der Vorbereitung von Erlassen im Bereich des Messwesens mit. Ebenfalls übers METAS läuft die Vertretung der Schweiz in internationalen Organisationen zum Messwesen. So vertritt das Institut die Schweiz an der Generalkonferenz für Mass und Gewicht nach dem Vertrag vom 20. Mai 1875 betreffend die Errichtung eines internationalen Mass- und Gewichtsbüros (Metervertrag) und im Komitee der Internationalen Organisation für das gesetzliche Messwesen nach dem Übereinkommen vom 12. Oktober 1955 zur Errichtung einer internationalen Organisation für das gesetzliche Messwesen.
Das METAS verbreitet weiter die gesetzliche Zeit der Schweiz. Diese Kompetenz war ursprünglich in einem eigenen Gesetz, dem Zeitgesetz, geregelt, das 1980 aufgrund der damals politisch sehr umstrittenen Einführung der Sommerzeit in der Schweiz erlassen worden war. In der Schweiz gilt seither die Mitteleuropäische Zeit MEZ und im Sommer die Mitteleuropäische Sommerzeit MESZ. Die gesetzliche Zeit in der Schweiz ist somit MEZ = UTC + 1 h und im Sommer MESZ = UTC + 2 h. Das Labor für Photonik, Zeit und Frequenz des METAS betreibt mehrere Atomuhren, die als Frequenznormale und Zeitnormale dienen. Damit wird die schweizerische Atomzeit TAI(CH) geführt und die schweizerische Weltzeit UTC(CH) errechnet. Das Internationale Büro für Mass und Gewicht (BIPM) errechnet daraus, zusammen mit den Daten vieler anderer Institute, die Internationale Atomzeit TAI und die koordinierte Weltzeit UTC. Das Labor Photonik, Zeit und Frequenz stellt die gesetzliche Zeit mit verschiedenen Zeitübertragungsdiensten zur Verfügung: Eine Webseite erlaubt es, die Uhrzeit des PC mit der Schweizer Zeit zu vergleichen. Im Internet stehen für Referenzkunden die Stratum 1 NTP-Server ntp11.metas.ch und ntp12.metas.ch zur Verfügung. Ein öffentlicher Stratum 2 NTP-Server steht unter ntp.metas.ch zur Verfügung. Die Zeitserver beziehen ihre Zeit von Atomuhren und haben die refid .HBGi. in Anlehnung an den Zeitzeichensender.
Dazu kommen schliesslich gewisse Sonderaufgaben des Instituts: Der Unterhalt des hydrologischen Messnetzes der Schweiz für das Bundesamt für Umwelt wird durch das METAS besorgt. Schliesslich betreibt das METAS ein Labor für Alkoholanalysen für die Eidgenössische Alkoholverwaltung.
Seit einigen Jahren lassen Omega und Tudor ihre Armbanduhren von der METAS als Chronometer zertifizieren. Nur Armbanduhren, die nach den durch ISO 3159 festgelegten Messmethoden geprüft werden, können in der Schweiz die Bezeichnung Chronometer erhalten.